# Shōgo Tokihisa
Shōgo Tokihisa (japanisch 時久 省吾 Tokihisa Shōgo; * 15. April 1984 in Yukuhashi) ist ein ehemaliger japanischer Fußballspieler.

## Karriere
Tokihisa erlernte das Fußballspielen in der Schulmannschaft der Ozu High School und der Universitätsmannschaft der Waseda-Universität. Seinen ersten Vertrag unterschrieb er 2007 bei Ventforet Kofu. Der Verein spielte in der höchsten Liga des Landes, der J1 League. Am Ende der Saison 2007 stieg der Verein in die J2 League ab. 2010 wechselte er zum Ligakonkurrenten Giravanz Kitakyushu. Für den Verein absolvierte er drei Ligaspiele. 2012 wechselte er zum ebenfalls in der zweiten Liga spielenden FC Gifu. Für den Verein absolvierte er 56 Ligaspiele. Ende 2014 beendete er seine Karriere als Fußballspieler.